# TVN (Coreea de Sud)
TVN (stilizat ca tvN) este un canal de televiziune prin cablu sud-coreean deținut de CJ ENM. A fost lansat pe 9 octombrie 2006.

## Legături externe
- ko  Situl oficial tvN